# Hernán Jasen
Hernan Jasen, Hernan Emilio Jasen Cicarelli, né le 4 février 1978 à Bahía Blanca, est un joueur argentin de basket-ball, évoluant lors de la saison 2006-2007 en liga ACB au MMT Estudiantes, équipe dont il est l'un des leaders.

## Clubs successifs
- 1995-1996 :  Andino La Rioja
- 1996-1999 :  Estudiantes de Bahía Blanca
- 1999-2001 :  Gijón Baloncesto
- Depuis 2001 :  MMT Estudiantes